# 科斯
科斯（希臘語：Κως），是希腊南愛琴大區科斯专区的市镇。行政中心为科斯镇。市镇面积为287.2平方公里，2021年人口数量为37,089人。
科斯市镇包括科斯岛和旁边一个小岛。现今的科斯市镇设立于2011年的地方政府改革中，其时原三个市镇合并为新的科斯市镇，而原市镇则称为新市镇的市区。